# 아제르바이잔의 국장

아제르바이잔의 국장

아제르바이잔의 국장은 1992년에 제정되었다. 국장 가운데에는 아제르바이잔의 국기를 구성하는 색인 파란색, 빨간색, 초록색 세 가지 색의 원형 방패가 그려져 있다.
방패 안에는 하얀색 팔각별이 그려져 있으며, 팔각별 안에는 불이 그려져 있다. 방패 왼쪽에는 참나무 잎이 장식되어 있으며, 방패 오른쪽에는 밀 이삭이 장식되어 있다.

## 역대 아제르바이잔의 국장

아제르바이잔 소비에트 사회주의 공화국의 국장 (1931년-1937년)
아제르바이잔 소비에트 사회주의 공화국의 국장 (1937년-1991년)